# خون أندر لامبيا
خون أندر لامبيا أرانغيز (بالإسبانية: Jon Ander Lambea)‏ (ولد في 15 أغسطس 1973) هو لاعب كرة قدم إسباني سابق، كان يلعب كظهير أيمن وهو المدرب الحالي لنادي لايايوا.